# 新州镇 (正安县)
新州镇，是中华人民共和国贵州省遵义市正安县下辖的一个乡镇级行政单位。新州镇在贵州省正安县北，东靠道真县，西邻桐梓县，北接四川省南川县。明朝真安州从道真旧城迁返新州，故名。

## 行政区划
新州镇下辖以下地区：
新洲村、老城村、活石坝村、顶箐村、茨梨村、尖山子村、龙源村、龙岗村和龙江村。